# Phổng Ly
Phổng Ly là một xã thuộc huyện Thuận Châu, tỉnh Sơn La, Việt Nam.

## Địa lý
Xã Phổng Ly có diện tích 55,79 km², dân số năm 2023 là 8.878 người, mật độ dân số đạt 159 người/km².

## Lịch sử
Ngày 14 tháng 11 năm 2024, Ủy ban Thường vụ Quốc hội ban hành Nghị quyết số 1280/NQ-UBTVQH15 về việc sắp xếp đơn vị hành chính cấp huyện, cấp xã của tỉnh Sơn La giai đoạn 2023 – 2025 (nghị quyết có hiệu lực từ ngày 1 tháng 2 năm 2025). Theo đó, thành lập xã Phổng Ly thuộc huyện Thuận Châu trên cơ sở 25,38 km² diện tích tự nhiên, quy mô dân số là 1.939 người của xã Chiềng Bôm; toàn bộ 18,47 km² diện tích tự nhiên, quy mô dân số là 3.313 người của xã Chiềng Ly và toàn bộ 11,94 km² diện tích tự nhiên, quy mô dân số là 3.626 người của xã Phổng Lăng sau khi điều chỉnh.
Xã Phổng Ly có 55,79 km² diện tích tự nhiên và quy mô dân số là 8.878 người.